# Семёнов, Сергей Владимирович
Серге́й Влади́мирович Семёнов (латыш. Sergejs Semjonovs; 15 марта 1959, Рига) — советский и латвийский футболист, латвийский футбольный тренер и спортивный функционер. Мастер спорта. Его сыновья Евгений и Игорь также являются футболистами.

## Карьера
В советское время на протяжении нескольких лет выступал на позиции защитника за команду «Даугава» (Рига) в Первой Лиге. После обретение Латвии независимости уехал играть в Польшу. Завершал свою карьеру Сергей Семёнов в рижской «Олимпии». В её составе футболист становился призёром чемпионата страны и обладателем Кубка Латвии.
Тренерскую карьеру Семёнов начал в 1995 году в рижском «Амстриге» (позднее «Даугаве»). С 1999 года он тренировал дубль «Вентспилса» и параллельно входил в тренерский штаб основной команды. В 2004 году под его руководством команда Вентспилса одержала победу на первой латвийской летней олимпиаде.
В 2005—2006 годах специалист был главным тренером «Риги». Семенов приводил коллектив к бронзовым медалям латвийского первенства (наивысший результат в истории клуба). После своего ухода с должности наставника «Риги» Семёнов некоторое время занимал в этом клубе пост спортивного директора.

## Достижения

### Футболиста
- Серебряный призёр чемпионата Латвии (1): 1993.
- Обладатель Кубка Латвии (1): 1994.

### Тренера
- Бронзовый призёр чемпионата Латвии (1): 2007.